# Пам'ятник українським живописцям Йосипу Бокшаю і Адальберту Ерделі
Пам'ятник українським живописцям Йосипу Бокшаю і Адальберту Ерделі — монумент засновникам закарпатської школи живопису, встановлений в Ужгороді 1993 року.

## Історія встановлення
Київський скульптор Олійник Микола Олексійович виготував пам'ятник українським живописцям на замовлення. Майстер добре знав, ким були Йосип Бокшай і Адальберт Ерделі — засновники закарпатської школи живопису. Форми скульптур Микола Олексійович виготував у своїй майстерні в Києві. Модель було відлито на скульптурному комбінаті, де автор виконав остаточну обробку фігур. Скульптура встановлена 16 жовтня 1993 року над ставком у сквері-альпінарії Ужгорода. Пам'ятник українським живописцям Йосипу Бокшаю і Адальберту Ерделі природньо вписується у ландшафт, де могутні кам'яні брили і різні альпійські рослини.  

## Опис пам'ятника
Це один із перших в Україні пам’ятників, де використано прийом скульптури, вписаної у простір. Бронзові фігури художників передають їх характери. Художники були ровесниками, але скульптор зобразив Адальберта Ерделі молодшим. Художники сидять над озерцем, спілкуються. Обидва одягнені в костюми. Фігури розташовані так, що між ними залишається місце — це створює ефект присутності глядача у сцені розмови митців.  

### Вандалізм
У 2012 році на шиї скульптури Адальберта Ерделі було виявлено пошкодження — надріз металу завдовжки близько 10 см. Відновлювальні роботи виконали скульптори Василь Роман та Богдан Корж, зробивши пошкодження непомітним.